# Johan van Horne

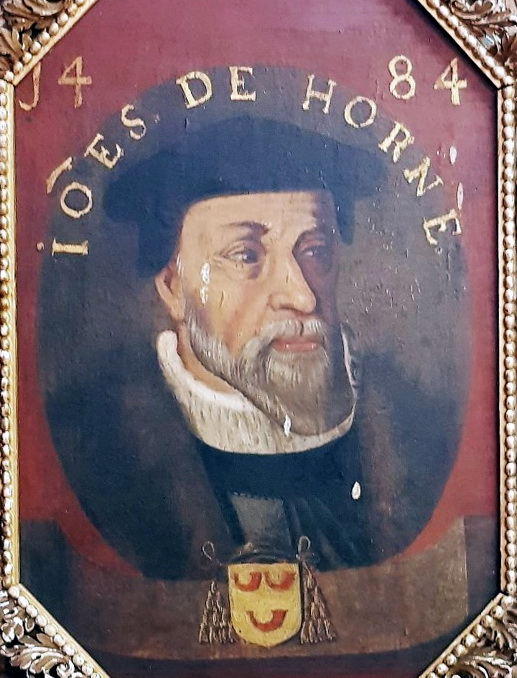
Johan van Horne in 1484

Johan van Horne, ook wel Jan van Horn(e) of Jan IX van Luik, Frans: Jean de Hornes (ca. 1450 - Maastricht, 18 december 1505), was een leidinggevend geestelijke in de Bourgondische Nederlanden. Vanaf 1483 tot aan zijn dood was hij de 59e bisschop van Luik.
Johan van Horne was een telg uit het geslacht Horne. Hij was een zoon van Jacob van Horne (1426?-1488), eerste graaf van Horn. Zijn oudere broer Jacob II van Horne (ca. 1450-1502) was erfopvolger in het graafschap. 
Jongere zonen volgden meestal een kerkelijke loopbaan. Jan werd kanunnik van het kapittel van Sint-Lambertus in Luik en proost van het kapittel van de Sint-Denijskerk in dezelfde stad.
Op 17 december 1483 werd hij door paus Sixtus IV benoemd tot bisschop van het prinsbisdom Luik. Pas in 1485 ontving hij zijn priesterwijding in de Sint-Andrieskerk in Maastricht. Hij spande zich in om de vernielingen te herstellen, die het gevolg waren van de onrust tijdens de regeerperiode van zijn voorganger Lodewijk van Bourbon. Die onrust werd veroorzaakt door anti-Bourgondische gevoelens bij een deel van de Luikse burgerij.
Van Hornes regering werd gekenmerkt door de voortdurende strijd tegen Willem I van der Marck Lumey, de leider van de anti-Bourgondische partij, die als medeplichtige aan de moord op Lodewijk van Bourbon werd beschouwd en door zijn tegenstanders het "zwijn der Ardennen" werd genoemd. Vanwege de aanhang die Van der Marck en zijn medestanders in de hoofdstad van het prinsbisdom hadden, verbleef Van Horne vaak te Maastricht, waar hij veel aanhang had. Hij logeerde er ofwel in het bisschoppelijk huis 'De Winckel', op de hoek van Helmstraat / Vrijthof / Grote Staat (tegenover de Luikse perroen), ofwel in het door hem mede gefinancierde Observantenklooster op de Sint-Pietersberg.
In 1482 belegerden de Maastrichtenaren de burcht van de Van der Marcks te Zichen, vlak bij Maastricht. Ze werden er verpletterend verslagen, waarbij 500 burgers omkwamen en velen krijgsgevangen werden gemaakt. Drie jaar later slaagde de bisschop erin om Van der Marck gevangen te laten nemen tijdens een feest in de Abdij van Sint-Truiden. Hij werd naar Maastricht overgebracht, waar hij op 17 juni 1485 op het Vrijthof werd onthoofd. Naar verluidt keek de bisschop toe vanaf een balkon van het huis 'De Winckel'.
Op 5 april 1487 werd de Vrede van Sint-Jacob (Frans: Paix de Saint-Jacques) getekend, op 28 april door Van Horne bekrachtigd. De Vrede van Sint-Jacob bundelde de wetten en reglementeringen van het Luikse land, met name ook de rechten van burgers. Volgens het Grondwettelijk Hof is een gedeelte over afwatering en riolering uit de Vrede van Sint-Jacob momenteel (anno 2007) de oudste wet die in België nog rechtsgeldigheid heeft.
De prins-bisschop sloot in 1492 de Vrede van Donchery met het Huis van der Mark, waarmee hij zeven jaar lang een verwoestende burgeroorlog had uitgevochten. Dit verdrag wordt gezien als de start van de Luikse neutraliteit, die het prinsbisdom zou behoeden van veel verwoestingen.
Van Horne overleed na een kort ziekbed een week voor Kerstmis in 1505, naar verluidt in een kanunnikenhuis in Maastricht. Vanwege de aanhoudende opstand in Luik kon hij niet, zoals gebruikelijk, begraven worden in de Sint-Lambertuskathedraal. Daarom werd hij begraven in het koor van de door hem gestichte kloosterkerk van de paters observanten, nabij de huidige buitensociëteit Slavante, even ten zuiden van Maastricht. Het klooster lag in de Luikse heerlijkheid Sint Pieter. Daar werd een jaar later tevens zijn hulpbisschop, Libertus van Broeckem, begraven. De graven zijn bij de verwoesting van het eerste Observantenklooster in 1578 waarschijnlijk verloren gegaan. Het klooster werd in 1638 herbouwd, maar raakte na de opheffing van de kloosters door de Fransen in 1796 in verval. Een kloostervleugel bleef bewaard, maar van de kerk is niets over.
Het wapenschild van Jan van Horne is aangebracht in het maaswerk van een van de gotische vensters in de kruisgang van de Sint-Servaasbasiliek in Maastricht. De kruisgang kwam waarschijnlijk onder het bewind van Van Horne tot stand.
- Virtual International Authority File: 304915103